# Kriminalvårdens grader på Irland
Kriminalvårdens grader på Irland visar den hierarkiska ordningen inom den irländska kriminalvårdens, Irish Prison Service, disciplinerade tjänstestruktur. Alla sådana tjänster besätts med personer som börjat sin karriär inom kriminalvårdens baspersonal och sedan blivit befordrade. Utanför denna tjänstestruktur står kriminalvårdens centrala ledning i Dublin.

## Anställningskrav
För att bli kriminalvårdare vid Irish Prison Service krävs att man har fyllt 18 år, har avgångsbetyg från teoretiskt (Leaving Certificate Established Examination) eller yrkesinriktat (Leaving Certificate Vocational Programme) program från gymnasieskolan, och genomgår fyra terminers betald utbildning. Utbildningen leder fram till en högskoleexamen i kriminalvård (Higher Certificate in Custodial Care).

## Befordringsgångar
Det finns flera olika befordringsgångar till högre tjänster:
- (1) Prison Officer > Assistant Chief Officer > Chief Officer 2 > Chief Officer 1.
- (2) Prison Officer > Clerk 2 (tjänsteman utanför den disciplinerade tjänstestrukturen) > Clerk 1 > Assistant Governor.
- (3) Från Chief Officer 1 eller 2 eller från Assistant Governor > Deputy Governor > Governor 3.
- (4) Deputy Governor eller Governor 3 > Governor 2.
- (5) Governor 3 eller Governor 2 > Governor 1.

## Grader
| Irish Prison Service Discipline Grades | Antal tjänster 2003 | Årlig grundlön 2003 €uro |
| -------------------------------------- | ------------------- | ------------------------ |
| Recruit Prison Officer                 | ..                  | ..                       |
| Prison Officer                         | 2 479               | 25 448-35 645            |
| Assistant Chief Officer                | 184                 | 34 108-40 548            |
| Chief Officer 2                        | 27                  | 38 270-44 553            |
| Chief Officer 1                        | 8                   | 43 618-49 869            |
| Assistant Governor                     | 28                  | 46 555-53 648            |
| Deputy Governor                        | 14                  | 51 335-58 845            |
| Governor 3                             | 1                   | 59 721-73 347            |
| Governor 2                             | 15                  | 62 795-79 808            |
| Governor 1                             | 6                   | 69 369-87 177            |